# Fritz Hartmann (Maler, 1873)

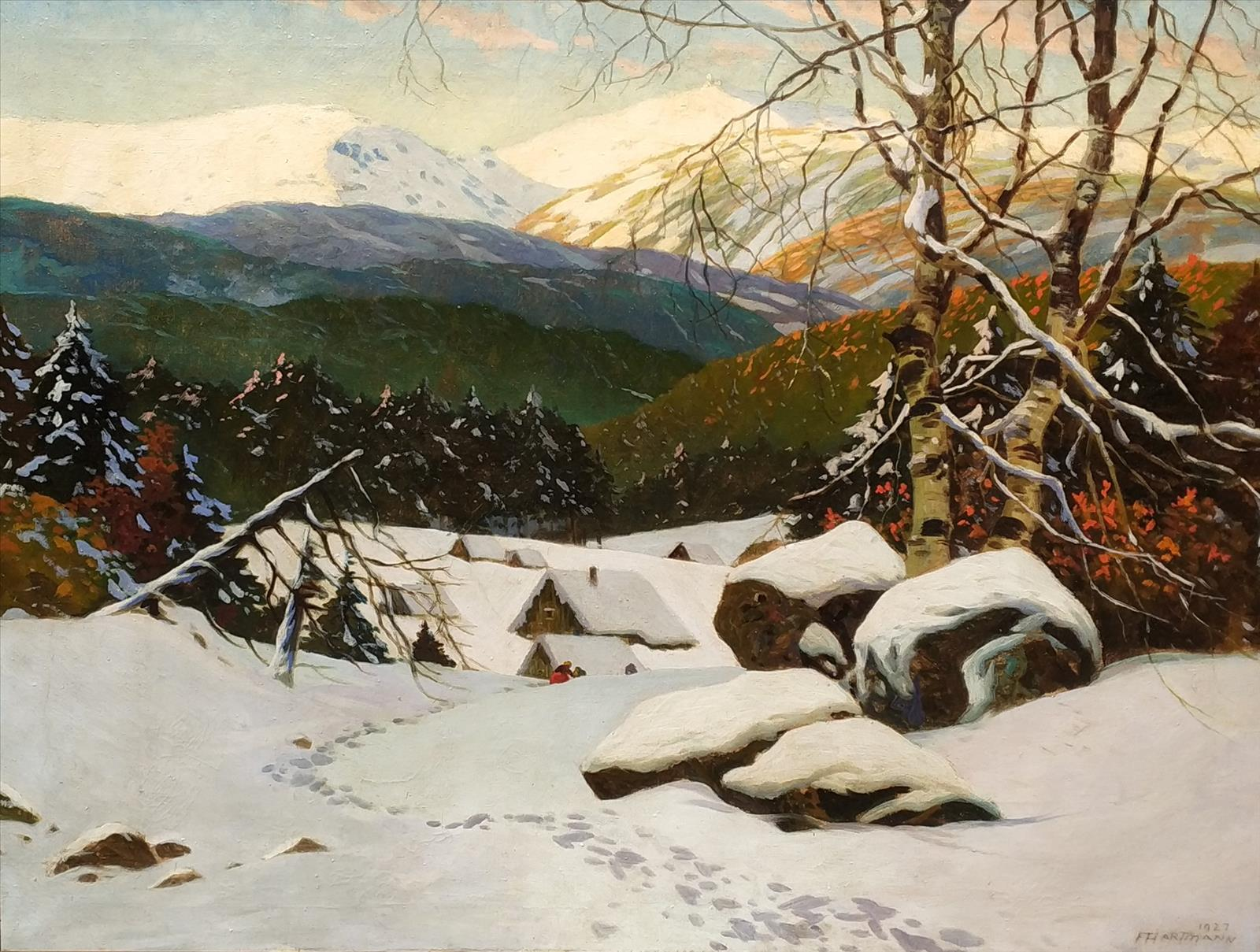
Ölgemälde Blick ins Tal von Fritz Hartmann

Franz „Fritz“ Hartmann (* 22. Juli 1873 in Sattel, Königgrätzer Kreis, Böhmen; † 1. Juli 1929 in Hohenelbe, Okres Rychnov nad Kněžnou, Tschechoslowakei) war ein deutschböhmischer Maler. Bekannt wurde er vor allem durch seine Aquarelle des Riesengebirges, für die er als „Maler des Riesengebirges“ gilt.

## Leben
Franz „Fritz“ Hartmann erlernte den Beruf eines Tischlers und Bühnenmalers, wobei er seine künstlerische Begabung entdeckte. Er studierte an der Akademie der Bildenden Künste Karlsruhe, wo er unter anderem von Adolf Luntz unterrichtet wurde.
Es folgten Studienreisen nach Skandinavien, England, Holland und Frankreich. Besonders sein Aufenthalt in Norwegen prägte ihn nachhaltig. In dieser frühen Phase entstanden auch zahlreiche Strand- und Küstenbilder – etwa von Sylt, St. Peter-Ording und norwegischen Fjorden.
Im Jahr 1914 heiratete Hartmann Marie Zinecker (* 1889 in Niedchorf; † 1984). Das Paar hatte fünf Kinder. 1925 bezog die Familie ein Haus in Niederhof, Kreis Hohenelbe (Vrchlabí), wo Hartmann bis zu seinem Tod 1929 lebte und arbeitete.
Sein Alltag war von großer Disziplin geprägt: Der Künstler unternahm teils mehrstündige Wanderungen ins Gebirge und arbeitete täglich über viele Stunden hinweg im Freien.

## Werk
Hartmanns bevorzugte Technik war das Aquarell, in dem er detailreiche und atmosphärisch dichte Landschaftsdarstellungen des Riesengebirges schuf. Seine Werke zeigen häufig Winterlandschaften, Täler, Almhütten und Panoramen der Schneekoppe.
Seine Bilder sind geprägt von Licht-Schatten-Spielen, melancholischer Stimmung und einem besonderen Gespür für Tiefe und Naturwahrnehmung. Viele seiner Werke befinden sich heute im Besitz des Riesengebirgsmuseums in Vrchlabí und wurden im Rahmen einer umfassenden Ausstellung 2003 gewürdigt.

## Rezeption
2003 wurde in Kooperation des Riesengebirgsmuseums Vrchlabí und des Museums in Marktoberdorf eine Retrospektive unter dem Titel „Ein Maler des Riesengebirges / Malíř Krkonoš“ veranstaltet. Die begleitende zweisprachige Publikation enthält über 100 Werke sowie biografische Beiträge.

## Werke (Auswahl)
Die folgenden Werke befinden sich im Bestand des Riesengebirgsmuseums Vrchlabí (KMV). Sie zeigen typische Landschaften des Riesengebirges in unterschiedlichen Jahreszeiten und Blickwinkeln:
- Schneekoppe und Brumberg von Grünbach/Petzer / *Sněžka a Studniční hora od Zeleného Potoku*, Aquarell, 29 × 41 cm, 1927 – KMV (U 627)
- Die Giftütte in Petzer / *Arzenálová huť v Peci pod Sněžkou*, Aquarell, 43 × 49 cm, 1927 – KMV (U 606)
- Brumbergbauden / *Boudy na Studniční hoře*, Aquarell, 42 × 58 cm, 1922 – KMV (U 608)
- Die Schneekoppe vom Silberkamm / *Pohled na Sněžku od Stříbrného hřbetu*, Aquarell, 39 × 29 cm, undatiert – KMV (U 626)
- Schneekoppe mit Weißer Wiese / *Sněžka s Bílou loukou*, Öl auf Karton, 45 × 81 cm, 1922 – KMV (U 609)
- Herbststimmung im Riesengebirge / *Podzimní krajina v Krkonoších*, Aquarell, 42,7 × 58,5 cm, 1927 – KMV (U 603)
- Die Schneekoppe vom Brumberg/Petzer / *Sněžka z Hrazeného vrchu*, Aquarell, 21,5 × 29 cm, 1927 – KMV (U 604)
- Am Fuchsberg / *Na Liščí hoře*, Aquarell, Maße unbekannt, vor 1924 – Reproduktion
- Stirnseite mit Koppe / *Vysoký Stará se Sněžkou*, Aquarell, Maße unbekannt, vor 1924 – Reproduktion
- Am Schwarzenberg / *Na Černé hoře*, Aquarell, Maße unbekannt, vor 1924 – Reproduktion
- Wetterfichten bei der Schwarzschlagbaude / *U boudy na Černé pasece*, Aquarell, 51,5 × 42,5 cm, 1925 – KMV (U 605)
- Herbststimmung an der Schwarzschlagbaude / *Podzimní nálada u Černé pasece*, Aquarell, 42,5 × 59 cm, undatiert – MPT (3408464)